# 人類館事件
人類館事件（じんるいかんじけん、「学術人類館事件」、「大阪博覧会事件」とも）は、1903年に大阪・天王寺で開かれた第5回内国勧業博覧会の「学術人類館」において、アイヌ・台湾高山族（生蕃）・沖縄県（琉球人）・朝鮮（大韓帝国）・清国・インド・ジャワ・バルガリー（ベンガル）・トルコ・アフリカなど合計32名の人々が、民族衣装姿で一定の区域内に住みながら日常生活を見せる展示を行ったところ、沖縄県と清国が自分たちの展示に抗議し、問題となった事件である。

## 博覧会 - 帝国主義の視線 -
19世紀半ばから20世紀初頭における博覧会は「帝国主義の巨大なディスプレイ装置」であったといわれる。博覧会は元々その開催国の国力を誇示するという性格を有していたが、帝国主義列強の植民地支配が拡大すると、その支配領域の広大さを内外に示すために様々な物品が集められ展示されるようになる。生きた植民地住民の展示もその延長上にあった。
人間そのものの展示が博覧会に登場したのは、1889年のパリ万国博覧会である。欧米での万博では日本人を展示品とした日本人村もあった。パリ万博では展示役を務めた芸者に一目惚れした青年がプロポーズを申し出たり、着物を譲って欲しいと願い出た女性の存在の記録もあった。

## 大阪博覧会
明治期、様々な文物・制度が西欧より移入されたが、博覧会という催しもその一つであった。国際博覧会への参加自体は幕末から始まっていたが、明治の世になると富国強兵の手段として盛んに「内国勧業博覧会」というものが開催された。具体的には西欧文明の文物・技術の紹介と習得、そしてその切磋琢磨の場の提供、およびそれら産業への投資を募集する産業振興が目的であった。
大日本帝国がアジアに拡張する中で開かれた大阪博覧会は、これまでの博覧会の内容や展示のあり方とは一線を画すものであった。欧米の博覧会で採用されていた帝国主義の植民地主義的な展示方式、すなわち植民者が現地人を差別的に眼差す展示方式を初めて導入した博覧会となった。
「人間の展示」は民間業者主催の学術人類館というパビリオンでなされた。当時の資料によれば学術人類館は以下のようなものであった。
一方台湾館は、極彩色の楼門及び翼楼をもった建築物であり、中では台湾に関し15部門（農業・園芸から習俗まで）の展示が行われた。これは当時日本の植民地となってすでに9年が経過していた台湾の実情を内外に知らしめるために設けられたのである。この台湾館は、その後の博覧会でも常に設けられるようになり、また植民地の拡大とともに増設されていった樺太館や滿洲館・拓殖館・朝鮮館といった「植民地パビリオン」のモデルとなった。

## 各民族の差別に対する反発
当時の日本は、鉄道や船舶の整備によって国内の移動が促進されたことで、全国から多くの人々が博覧会を観覧しに来るようになっていた。さらに、日清戦争後に起きた日本留学ブームによって、清国や朝鮮などから来日した多くの人々が来場するようになった。彼らは展示物に対し素直に賛嘆し、明治維新の成果を認めた。しかし学術人類館の生きた展示に清国、沖縄が反発し、外交問題化した。

### アイヌ
十勝アイヌである伏根安太郎（アイヌ名:ホテネ）は一年前の1902年にアイヌ差別からの脱却を目指して学校を設立しており、その運営資金を調達するために展示に参加した旨を新聞の取材に対して述べている。

### 沖縄県
沖縄県からつれてきた遊女を「琉球婦人」として展示し、説明者が動物の見世物さながらに「此奴は、此奴は」と鞭で指しながら、沖縄の生活様式などを説明した。これを見た県人の一人が、琉球新報に投書したことから、地元で抗議の声があがった。たとえば当時の『琉球新報』（明治36年4月11日）では「我を生蕃アイヌ視したるものなり（我々を生蕃(台湾高山族)・アイヌと同一視するものだ）」という理由から、激しい抗議キャンペーンが展開された。特に、沖縄県出身の言論人太田朝敷が、
であると抗議し、沖縄県全体に非難の声が広がり、県出身者の展覧を止めさせた。「展示」された琉球人2人は5月17日に帰県した。
当時の世情として太田朝敷や沖縄県民は、大日本帝国の一員であり帝国臣民として積極的に｢同化｣しようとの意識が広まりつつあったため、他の民族と同列に扱うことへの抗議であった。

### 清国
清国側からも同様に激しい抗議がいくつか寄せられた。まず宣伝によって事前に、学術人類館に漢民族の展示が予定されていることを知った在日留学生や清国在神戸領事館員から抗議をうけて、日本政府はその展示を取りやめた。博覧会開催前に清国の皇族や高官を招待していたため、すぐに外交問題となったためであった。その学術人類館に「展示」される予定だったのは、阿片吸引の男性と纏足の女性であった。清国人の展示が中止された後、今度は人類館に出演している台湾女性が実際には中国湖南省の人ではないか、という疑いが清国留学生からかけられた。しかし、その留学生が自分で確かめたところ、台湾女性は本当に台湾出身であることが判明し、一件落着となった。

## 反発の構造
沖縄や清国といった抗議する側が反差別主義的であったかというと、実はそうではない。たとえばこの事件に関して、金城馨は、沖縄県の人々の抗議により、沖縄県民の展覧中止が実現したものの、他の民族の展覧が最後まで続いた点に注目し、「沖縄人の中にも、沖縄人と他の民族を同列に展示するのは屈辱的だ、という意識があり、沖縄人も差別する側に立っていた」と主張している。
また清国留学生たちも「インドや琉球はすでに亡国となり、イギリスと日本の奴隷となっている。朝鮮はかつては我が国の藩属国であり、今やロシアと日本の保護国と成り下がっている。ジャワやアイヌ、台湾の生蕃は世界でも最低の卑しい人種であって禽獣に等しい。我々中国人が蔑視されるとしても、これらの民族と同列ということがあろうか」（『浙江潮』第2号、1903年）と悲憤慷慨しているように、抗議の原点は「野蛮」な他民族とひとしなみに扱われることであった。

## その後の動き
1976年、人類館事件をモチーフにした知念正真作の戯曲『人類館』が初演された。同作は1978年に第22回「新劇」岸田戯曲賞を受賞した。
2024年9月4日から8日まで、大阪人権博物館主催により「人類館事件」を伝える企画展『博覧会と差別』が大阪市天王寺区の大阪国際交流センターで開催された。